# Képi
Le képi est un couvre-chef d'origine militaire porté dans les forces armées ou dans certains métiers civils.

## Étymologie
Le mot « képi » est emprunté à l'alémanique Käppi. C'est un diminutif de l'allemand Kappe, « chapeau », lui-même emprunté (VIIIe siècle) au latin cappa « manteau à capuchon » d'où découlent également « cape », « kippa », « chape », etc..
L'artisan qui fait des képis est appelé képissier.

## Apparition
Le képi, inspiré de la « casquette d'Afrique », apparaît pour la première fois sous ce nom au Premier Empire dans l'Inventaire du général Lasalle (1809). Il n'est cependant introduit dans l'armée française qu'à partir de 1861 où il remplace le shako. En raison de sa forte présence en France, le képi est considéré à l'international comme un élément de tenue militaire français.

## Constitution du képi français

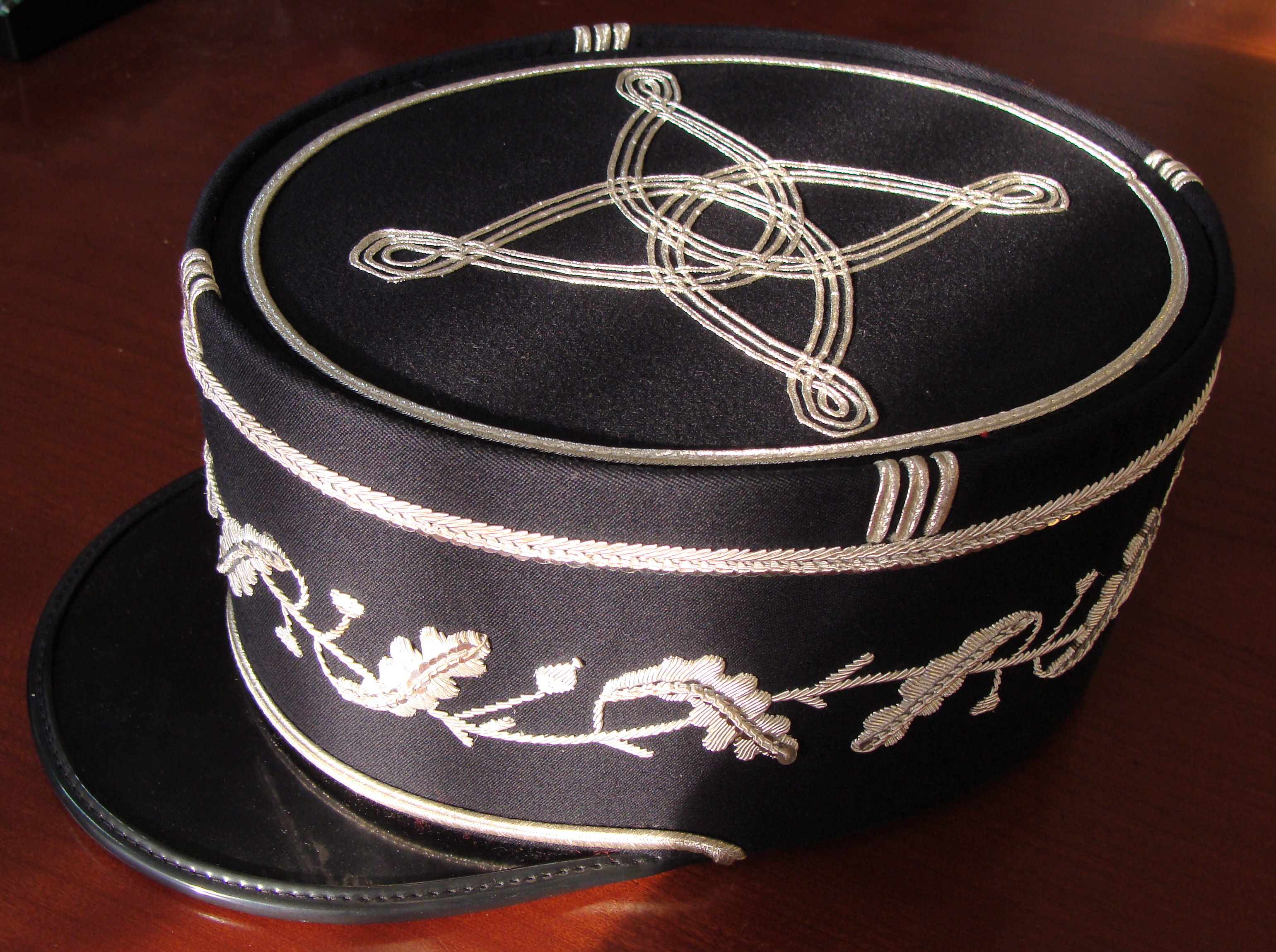
Képi de commissaire de police avec un bandeau brodé d'un rang de feuilles et de glands de chêne en argent, et un triple nœud hongrois sur le calot.

L'extérieur se compose d'un bandeau en bandoleum de 105 à 110 mm de haut recouvert de tissu (ou drap de distinction) ou de velours, cousu à l'arrière. Ce tour du képi est recouvert d'un turban lui aussi en drap de distinction sur lequel sont cousues une ou plusieurs soutaches selon le grade.
Le dessus du képi s'appelle « calot » chez les militaires ou « fond chez les sapeurs pompiers civils (également en drap de distinction). Il porte un « nœud hongrois » pour les officiers (brodé de trois soutaches pour les officiers généraux et supérieurs, de deux pour les capitaines et d'un pour les lieutenants et sous-officiers). Quatre montants en soutache sont cousus au centre devant, à l'arrière et sur les côtés du képi à hauteur du turban à partir du grade d'adjudant.
Sur le devant du bandeau est fixée une visière en vinyle noir. Une fausse jugulaire de 12 mm de haut, noire pour le personnel du rang ou aux couleurs de l'arme (dorée ou argentée), est fixée sur le bandeau juste au-dessus de la jugulaire par deux boutons d'arme à tige de 10 mm.
Un insigne distinctif, propre à chaque arme ou régiment, est généralement présent au milieu du bandeau à l'avant (au-dessus de la visière). L'insigne peut être brodé (en cannetille pour les officiers) ou métallique. Il est absent sur le képi de certains médecins, pharmaciens, vétérinaires militaires et sur celui des commissaires de l'armée de terre (sauf ceux servant dans les régiments de la Légion étrangère et des troupes de marine, qui sont autorisés à porter l'attribut distinctif (grenade ou ancre d'or).
L'intérieur est entièrement doublé par une feuille en matière plastique transparente. Une bande de sudation est cousue sur le pourtour intérieur du képi. Elle est en cuir pour les officiers et sous-officiers supérieurs et en synthétique pour le personnel du rang et les sous-officiers subalternes.

## Usage militaire par pays

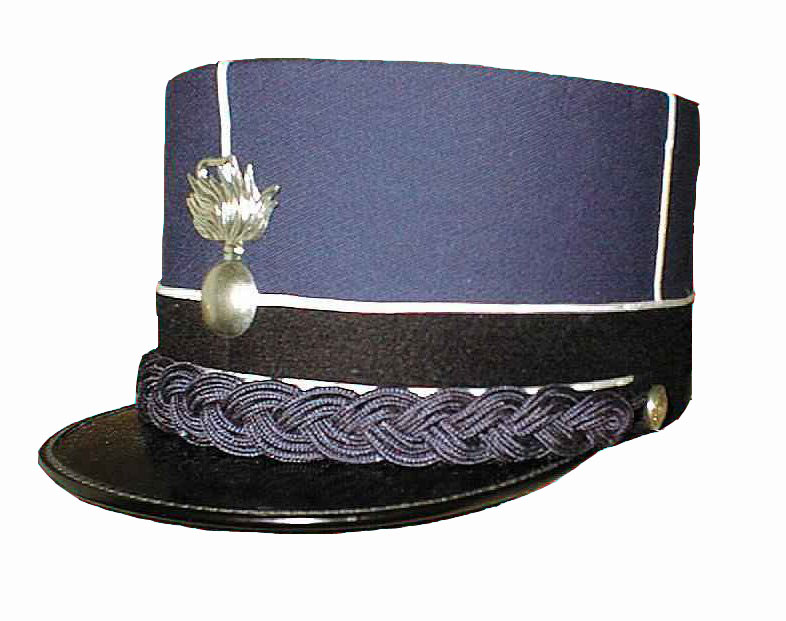
Képi gendarmerie pontificale.

Au XIXe siècle, la nature pratique et le faible coût du képi en font une coiffe très répandue dans les forces armées. De nombreuses armées latino-américaines portent des modèles proches du képi français des la fin du XIXe au début du XXe siècle. Les autres armées choisissent le képi à une période d’uniformes colorés qui prend fin avec la Première Guerre mondiale (Danemark, Portugal, Pays-Bas, Italie Roumanie).
L’armée japonaise adopte également le képi de style français pour ses officiers en grand uniforme ainsi que pour la gendarmerie. Les adversaires historiques de la France, l’Allemagne et le Royaume-Uni, ne suivent pas cette mode et préfèrent le shako en dehors de brèves exceptions comme l’uniforme de service en Inde dans les années 1850-1860. Il est possible que ce choix ait été fait pour permettre la distinction des troupes en cas de conflit.

### Allemagne

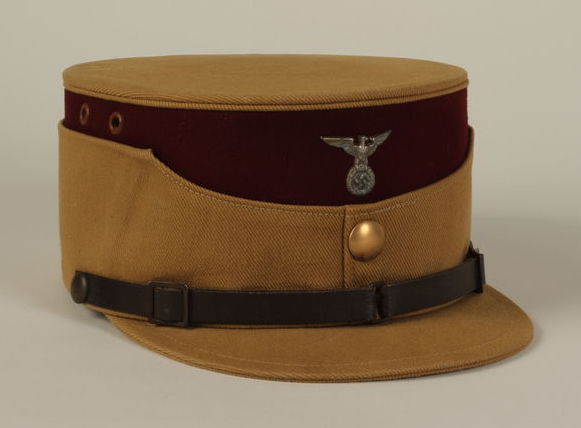
Képi de SA avec l'emblème du parti nazi, modèle 1933.

Dans l’Allemagne nazie, le képi marron des SA et sa version noire portée par les SS avant la casquette sont dérivés des surplus d’uniformes autrichiens.

### Argentine
Le képi a fait partie de nombreux uniformes sud-américains inspirés du modèle français. Lors de la guerre de la Triple-alliance opposant le Brésil, l’Argentine et l’Uruguay au Paraguay, les troupes de l’alliance portent majoritairement le képi, de même que certains soldats paraguayens.
La gendarmerie nationale argentine utilise encore un képi vert.

### Belgique
Influencée par la France, la Belgique introduit le képi en 1845 pour son infanterie. En 1865, il est remplacé par un nouveau modèle sans visière. La dernière version de képi belge est le modèle 1900/1910 qui se caractérise par la grande taille de son cylindre, l’emblème national sur le front et un nœud hongrois en forme de croix sur le dessus. Des bandes horizontales et verticales tressées de couleur or ou argent indiquent le grade,. Les officiers d’infanterie et de cavalerie disposent de leur propre modèle à partir de 1859 jusqu’à la Première Guerre mondiale.
En septembre 1914, l’ensemble des coiffes du temps de paix (shakos, chapkas, bonnets en poils d’ours) sont remplacées par le képi « Yser », une casquette souple de couleur bleu foncé ou vert avec des rabats doubles repliables. L’adoption de l’uniforme kaki de style britannique en 1915 marque l’abandon du képi au profit de la casquette à visière. Seule la gendarmerie continue de porter le képi en grand uniforme jusque dans les années 1960.

### Bolivie
Le képi fait partie de la tenue de tradition des 1er, 2e et 3e régiments d’infanterie des Colorados de Bolivia, ainsi que du grand uniforme des élèves-officiers.

### Chili
Lors de la guerre du Pacifique, le képi fait partie de l’uniforme de l’armée chilienne. Actuellement[Quand ?], le képi demeure en usage dans les uniformes de cérémonie de certaines unités : 4e compagnie du 6e régiment d’infanterie « Chacabuco » et 1re compagnie de la 4e brigade d’infanterie mécanisée « Rancagua ».

### Danemark
Au Danemark, le képi est porté par tous les soldats jusqu’à la Seconde Guerre mondiale. Il n’est aujourd’hui gardé que dans le grand uniforme des officiers.

### Espagne

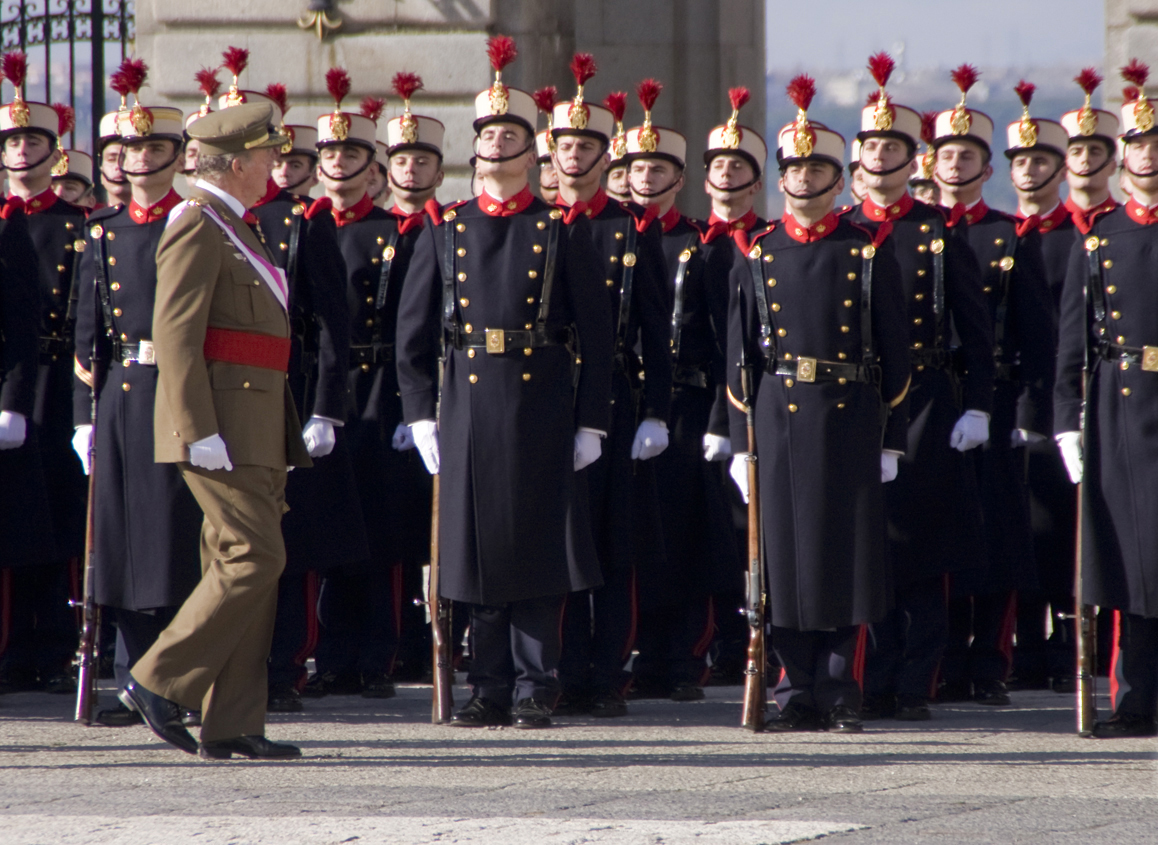
Revue militaire du roi Juan Carlos Ier en 2009.

En Espagne, une version du képi appelé « ros » est portée par la Garde Royale et le Régiment d’infanterie Inmemorial du Roi dans l’uniforme de cérémonie. Le képi modèle 1887 « Teresiana » était fait de toile cirée noire avec une visière en écailles de tortue. La Garde Civile a également utilisé une forme de képi dans sa tenue de service courant jusqu’à son remplacement en 2011 par une casquette de type « baseball ».

### États-Unis

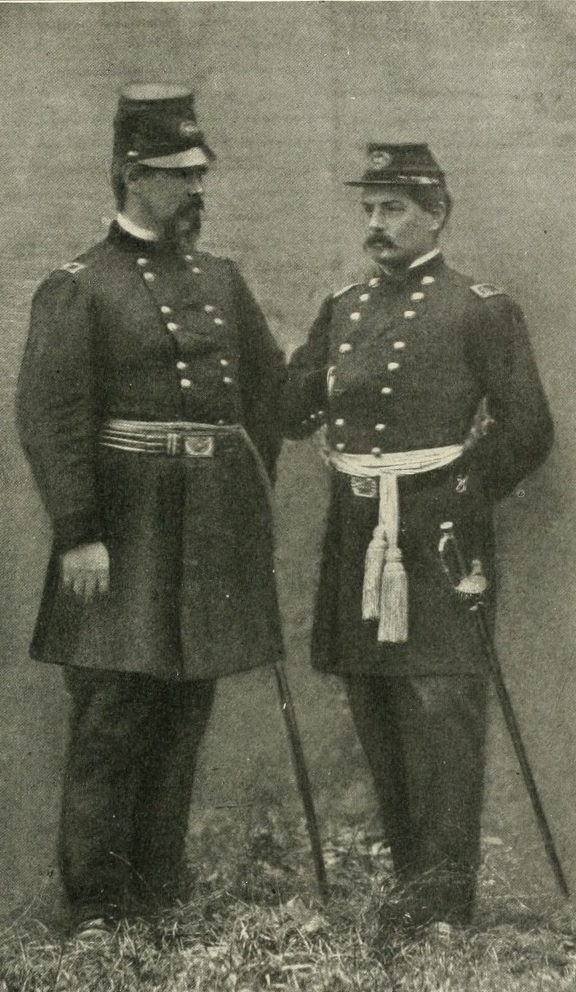
George McClellan et Irvin McDowell portant les képis les plus courants de la guerre de Sécession.

Aux États-Unis, le képi est associé à la guerre de Sécession et aux guerres indiennes. Proche de son contemporain français, le modèle « McClellan », se caractérise par son sommet creux et sa visière carrée. Les képis des officiers supérieurs étaient souvent décorés dans un style français par une bande de velours noir à la base et un tressage de soie noire au sommet. Populaire dans de nombreuses unités, il était ainsi dans la dotation des régiments d’infanterie de New York en 1861.
Le képi ne doit pas être confondu avec le couvre-chef « modèle 1858 » dérivé du shako, chapeau le plus porté par les soldats de la guerre de Sécession.
L’uniforme réglementaire des confédérés comportait un képi de style français avec une couleur commune grise puis bleue foncée et une couleur indiquant l'arme : bleu clair pour l'infanterie, jaune pour la cavalerie, rouge pour l'artillerie. Du fait des difficultés d’approvisionnement, de nombreuses unités confédérées portaient leur propre version de képi : 
- Winchester Zouave Cadets (Caroline du sud) : rouge
- Brigade de cavalerie du Kentucky : jaune
- Fusiliers d’Alexandrie (Virginie) : vert foncé

Après la guerre, l’U.S. Army conçoit des képis plus élégants et moins pratiques dont le dernier modèle date de 1896. En 1902, il est abandonné en faveur d’une casquette à visière.

### France

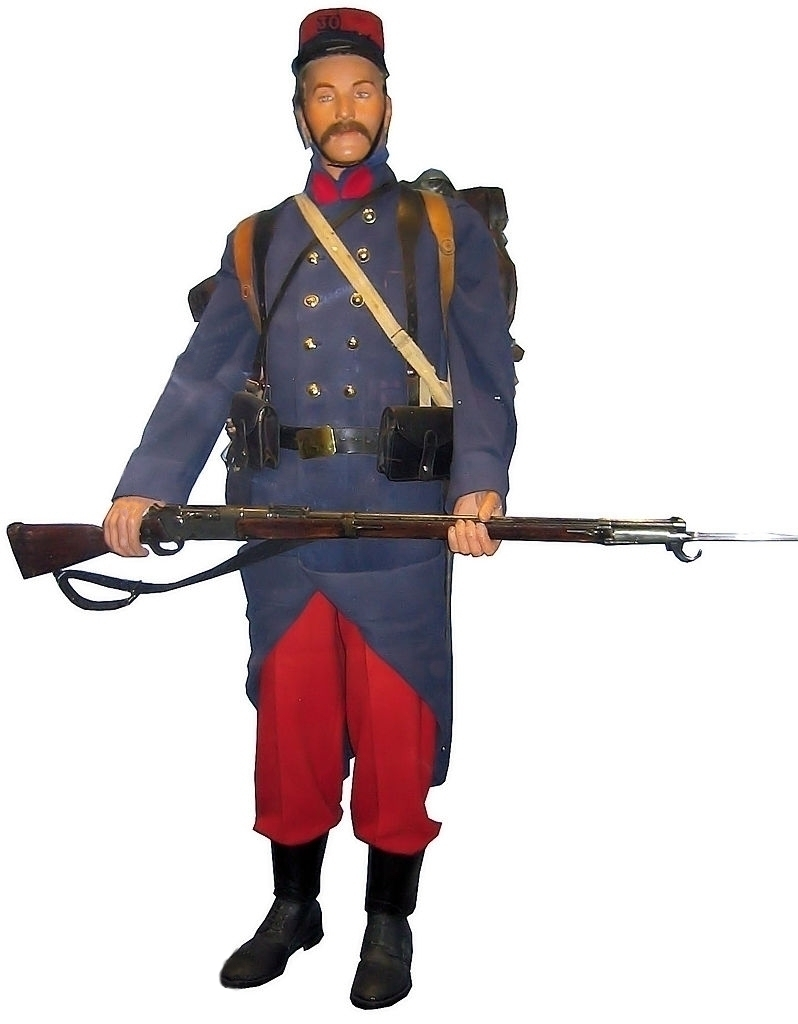
Képi « modèle de 1884 » d'un soldat français de la Première Guerre mondiale en 1914. Bandeau et passepoil en cordonnet bleu foncé, turban garance, visière arrondie et jugulaire à coulisse en cuir noir, ventouses d'aération en cuivre tombac.

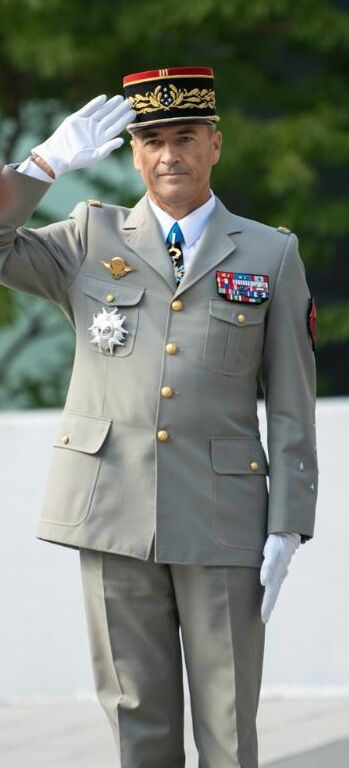
Thierry Burkhard, Chef d'état-major des armées (France)

Le képi est porté dans l'Armée de terre et la Gendarmerie nationale française, mais pas dans la Marine, ni dans l'Armée de l'air et de l'espace. En France, les femmes militaires portent généralement le tricorne.

#### Insignes de grades
Pour les officiers généraux, le képi d'apparat est orné de feuilles de chêne et le nombre d'étoiles est représenté sur le devant du couvre-chef. Les généraux de brigade portent un rang de feuilles de chêne, les généraux de division deux rangs et les maréchaux de France trois.
Le képi de service courant est de couleur terre de France ou noir (gendarmerie) en fonction de l'arme, avec les étoiles sur le devant. La fausse jugulaire reproduit le motif feuilles de chêne. Le képi des ingénieurs généraux des Eaux et Forêts est vert foncé, dit « vert finance » et comporte aussi des feuilles de chêne sur son pourtour.
Les officiers et les sous-officiers supérieurs portent sur le haut du képi le nombre de soutaches correspondant au grade du porteur. Par ailleurs, le dessus du képi est décoré d'un « nœud hongrois » symbolisant le statut. Ce nœud est constitué de trois galons pour les officiers généraux et supérieurs, d'un pour les officiers subalternes et les sous-officiers supérieurs.
Pour les sous-officiers subalternes et les militaires du rang, le képi ne porte pas d'insigne de grade. Néanmoins, les soldats et caporaux portent une fausse jugulaire en cuir noir, alors que les caporaux-chefs et les sous-officiers subalternes portent une fausse jugulaire en galon de la couleur de l'arme (or ou argent).

Képis d'officier généraux
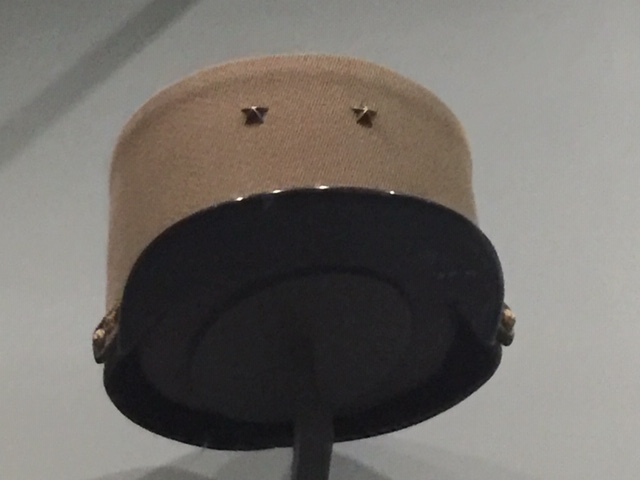
Képi de général de brigade.
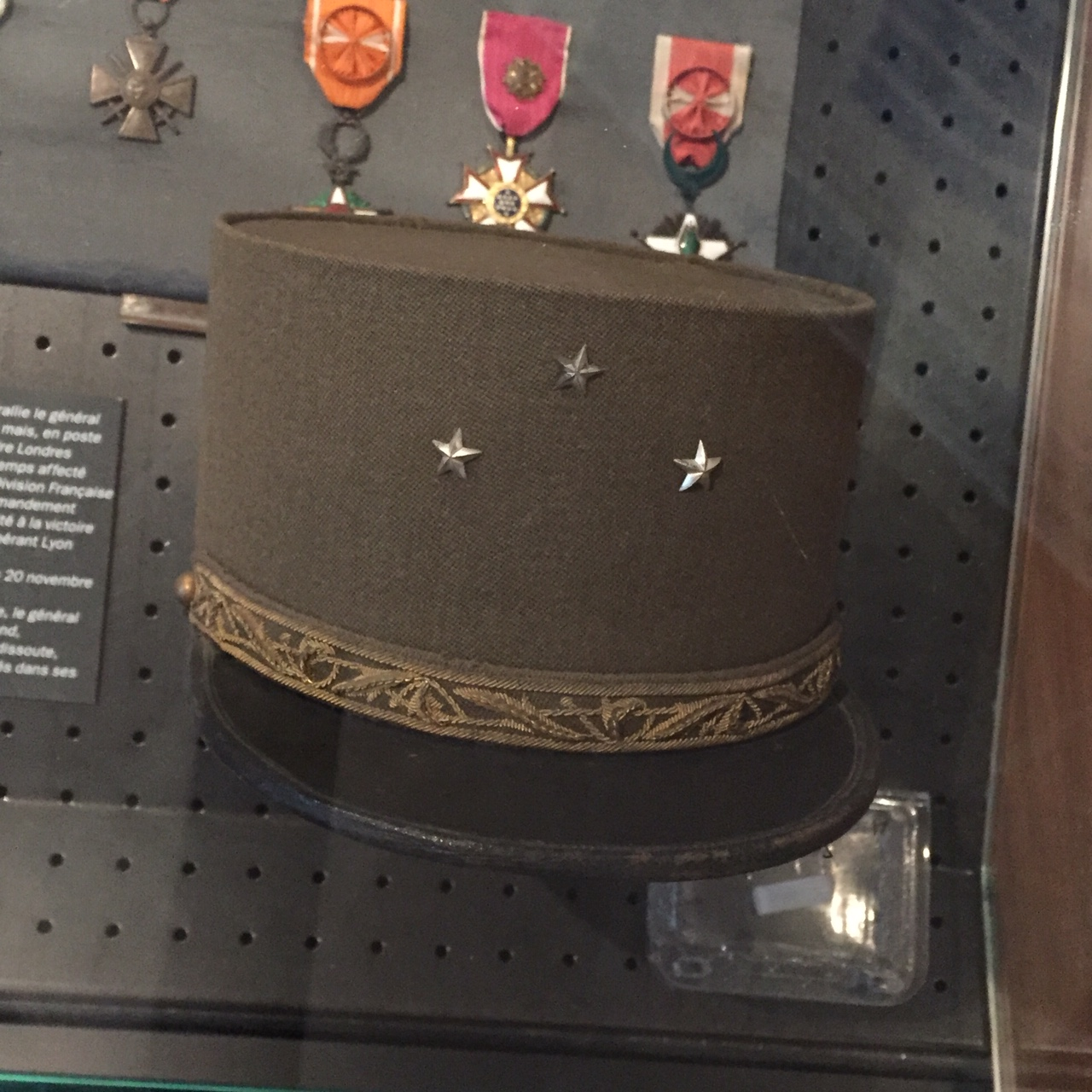
Képi de général de division.
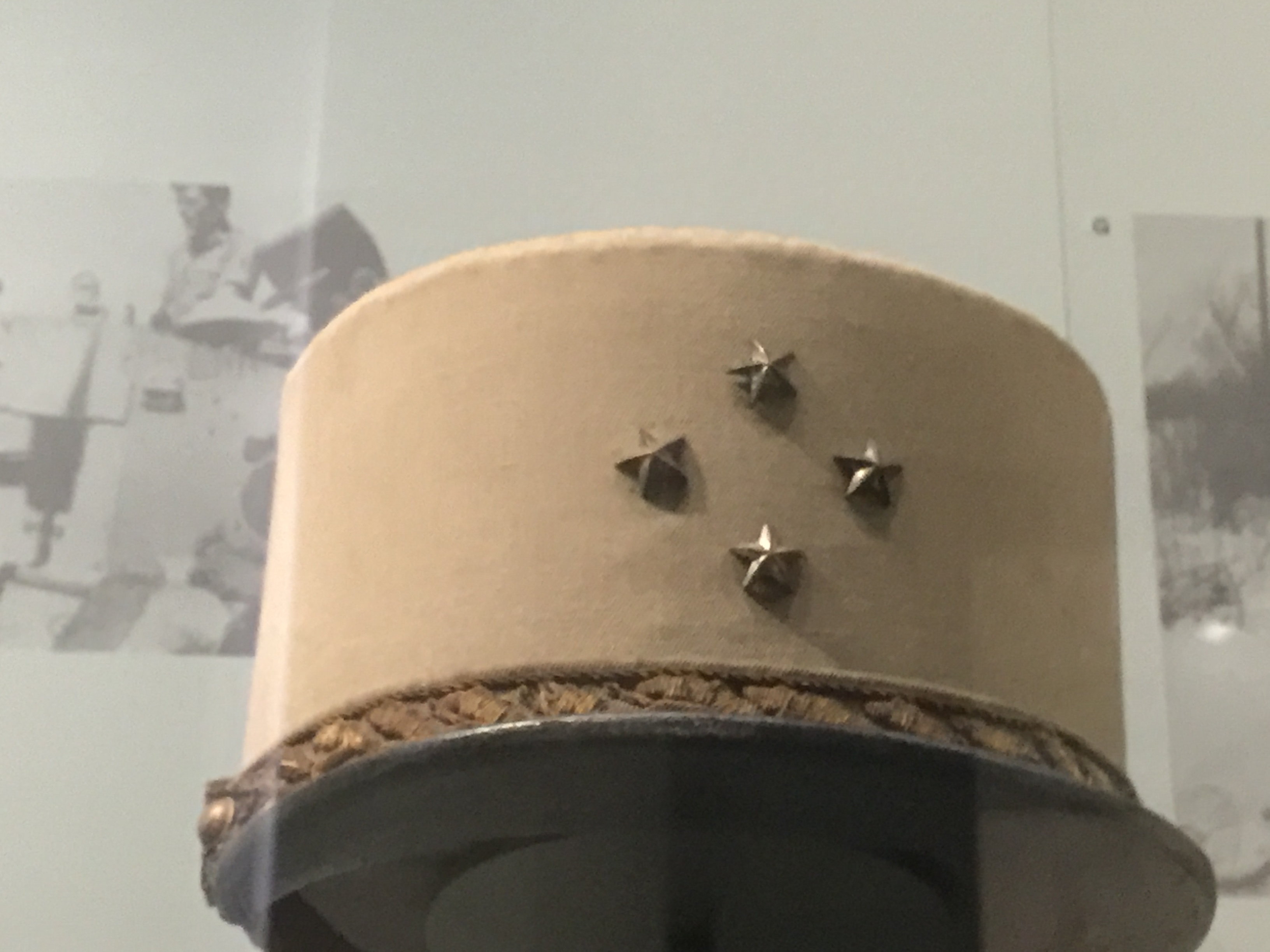
Képi de général de corps d'armée.
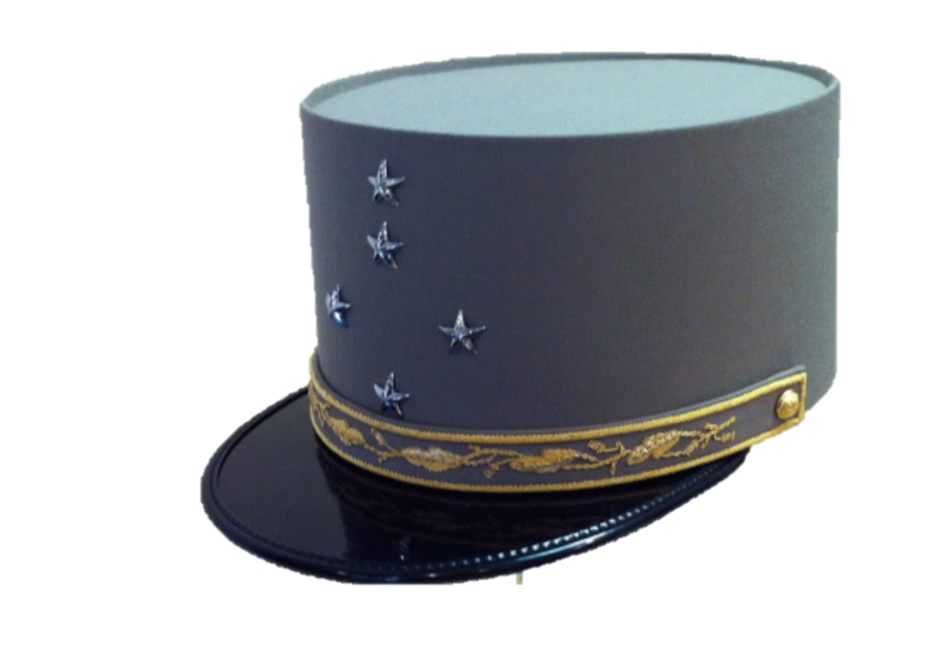
Képi de général d'armée.
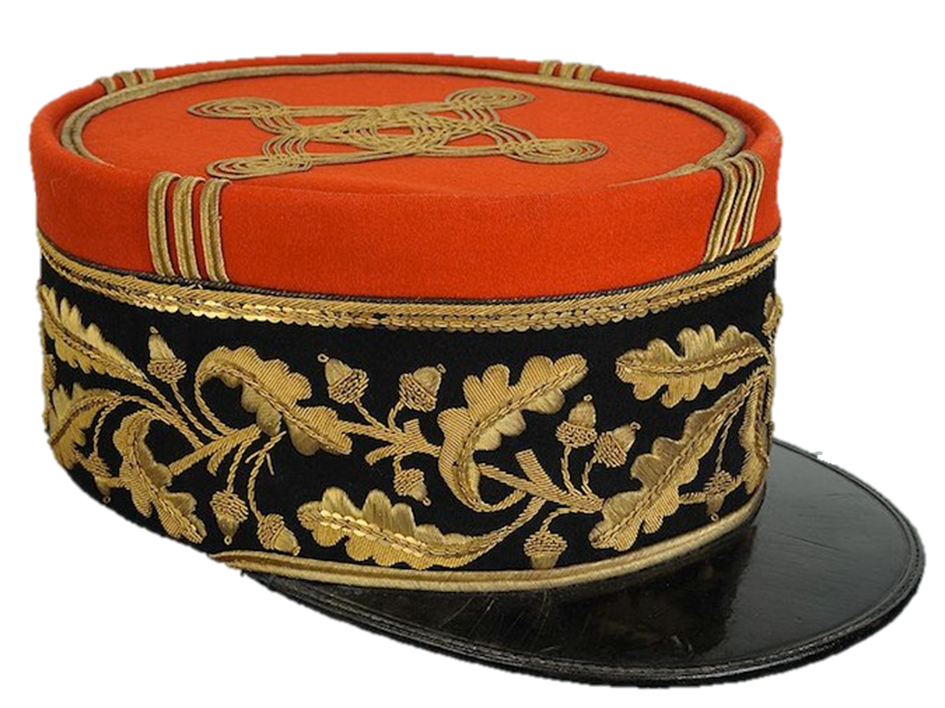
Képi d'officier général.

#### Particularités
En fonction de l'arme ou de la subdivision d'arme d'appartenance, le képi est de couleurs différentes. Un képi se décompose en trois parties : le bandeau, qui est la partie entourant la tête, le turban qui couronne le képi et le calot qui joint bandeau et turban et qui supporte les soutaches de grade (galons).
| Unité                                                                                | Bandeau                  | Turban / Calot | Passementerie                                                                                    |
| ------------------------------------------------------------------------------------ | ------------------------ | -------------- | ------------------------------------------------------------------------------------------------ |
| Gendarmerie                                                                          | noir                     | bleu foncé     | Variable (argentée, dorée, rouge et or, bleue et argent) + galon d'élite pour tous les gendarmes |
| Polytechnique                                                                        | noir                     | noir           | dorée + bande d'arme d'élite (élèves)                                                            |
| Saint-Cyr                                                                            | bleu clair               | rouge          | dorée + bande d'arme d'élite (élèves)                                                            |
| Infanterie, Zouaves, Chasseurs-parachutistes                                         | bleu foncé               | rouge garance  | dorée                                                                                            |
| BSPP                                                                                 | velours noir             | noir           | dorée                                                                                            |
| Tirailleurs                                                                          | bleu ciel                | rouge garance  | dorée                                                                                            |
| Parachutistes de choc, Commandos de choc Train, (Commissariat avant 2010)            | bleu foncé               | rouge garance  | argentée                                                                                         |
| Légion étrangère (rang / sous-officiers et officiers)                                | blanc/ bleu foncé        | blanc/ rouge   | absence de passementerie, jugulaire noire / or                                                   |
| Chasseurs à pied (officiers et adjudants / sergents et rang)                         | velours noir/ bleu foncé | bleu foncé     | argentée                                                                                         |
| Cuirassiers, dragons, hussards chasseurs à cheval, chars de combat, arme du matériel | bleu ciel                | rouge garance  | argentée                                                                                         |
| Spahis                                                                               | bleu ciel                | rouge garance  | dorée                                                                                            |
| Artillerie, transmissions, troupes de marine                                         | bleu foncé               | bleu foncé     | dorée (artillerie, troupes de marine), argentée (transmissions)                                  |
| Génie, musiques                                                                      | noir                     | noir           | dorée                                                                                            |
| Aviation légère de l'armée de terre (2001)                                           | bleu roi                 | bleu roi       | dorée                                                                                            |
| Commissaires dans l'armée de terre                                                   | noir                     | rouge garance  | argentée                                                                                         |
| Médecins                                                                             | rouge cramoisi           | rouge garance  | dorée                                                                                            |
| Pharmaciens                                                                          | vert                     | rouge garance  | dorée                                                                                            |
| Vétérinaires biologistes                                                             | violet grenat            | rouge garance  | argentée                                                                                         |
| Chirurgiens-dentistes                                                                | violet prune             | rouge garance  | dorée                                                                                            |
| Saumur (école de cavalerie)                                                          | noir                     | noir           | dorée + bande d'arme d'élite (écuyers)                                                           |

Dans la gendarmerie, la passementerie est répartie ainsi : 
- Argentée (officiers et sous-officiers de la gendarmerie départementale ainsi que du corps de soutien technique et administratif)
- Dorée (officiers et sous-officiers de la gendarmerie mobile / officiers et gradés de la garde républicaine)
- Rouge et or (gardes républicains non gradés)
- Bleue et argent (militaires du rang et maréchaux des logis du volontariat de toutes les subdivisions d'arme)

#### Képi blanc
Dans la Légion étrangère française, les légionnaires portent un képi de couleur blanche. À l'origine, il s'agissait en fait d'un couvre-képi de couleur kaki comme en portaient toutes les unités qui participaient à la pacification du Maroc. À la Légion, sous la double action du soleil et des lavages répétés, il prit vite un aspect immaculé et devint l'objet de fierté des anciens. Il fera sa première apparition officielle à Paris le 14 juillet 1939 et son port sera étendu à tous les régiments à la fin de la Seconde Guerre mondiale. Si, au début, il était porté par tous, il n'est plus aujourd'hui arboré que par les militaires du rang. En effet, les sous-officiers et les officiers (ainsi que les caporaux-chefs de plus de quinze ans de service à la Légion) portent le képi bleu foncé frappé de la grenade à sept flammes. Cette grenade est d'argent pour les unités de cavalerie et d'or pour les autres.
C’est aussi le nom de la revue de la Légion étrangère : Képi blanc.

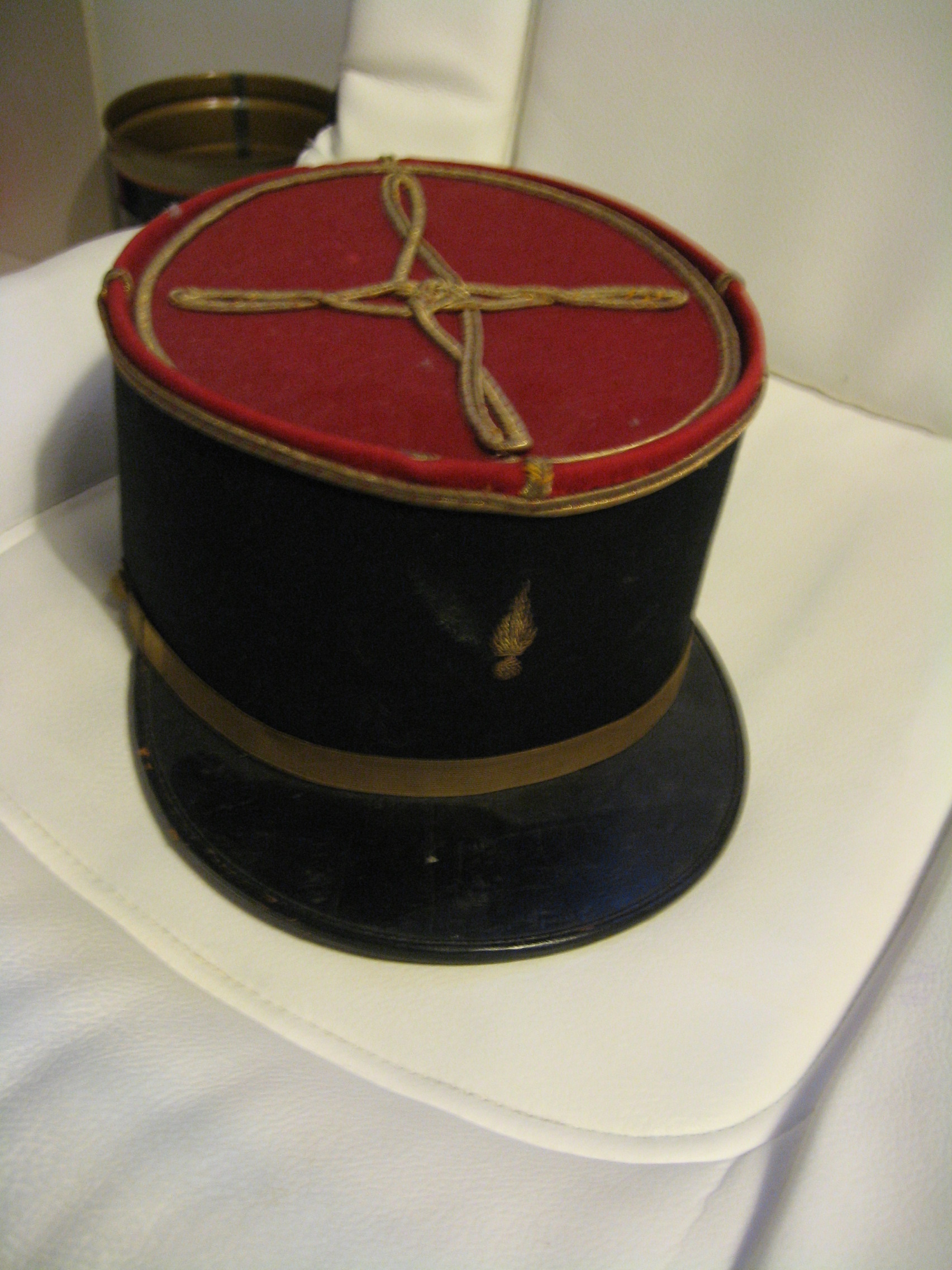
Képi d'adjudant chef d'infanterie.
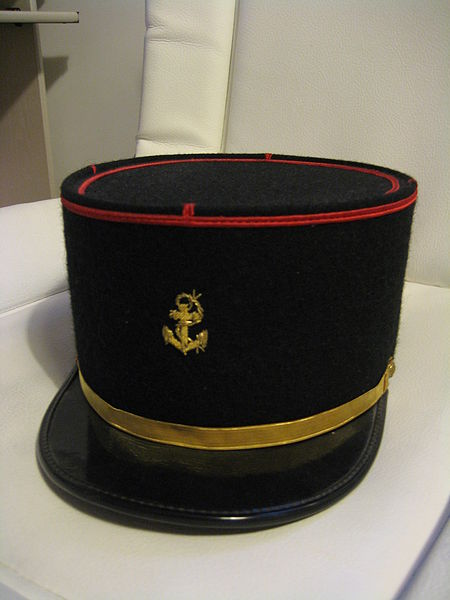
Képi des troupes de marine de caporal-chef ou sergent.
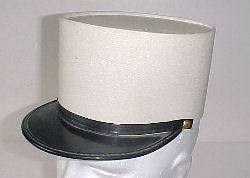
Képi blanc de la légion étrangère.
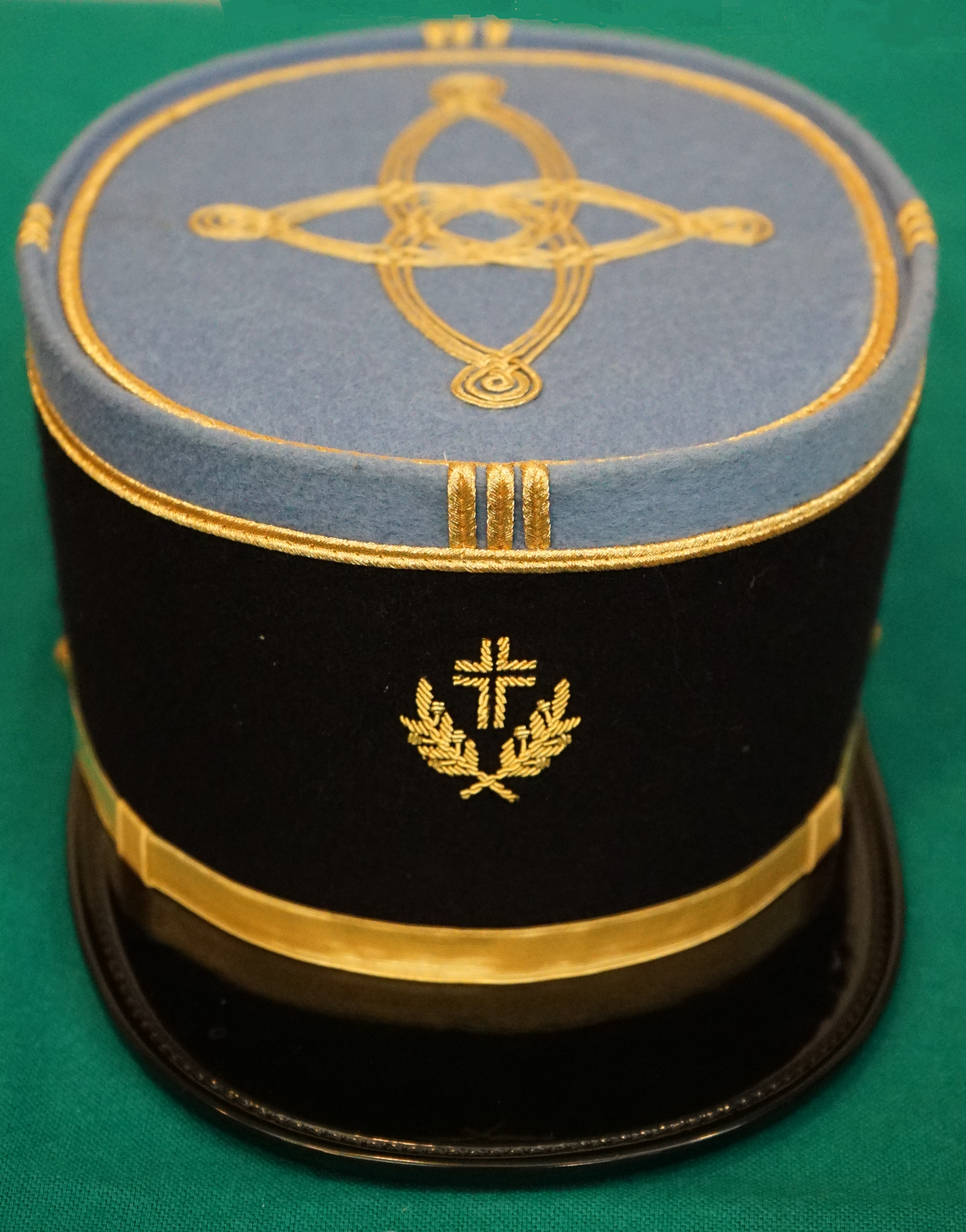
Képi d'aumônier militaire protestant.
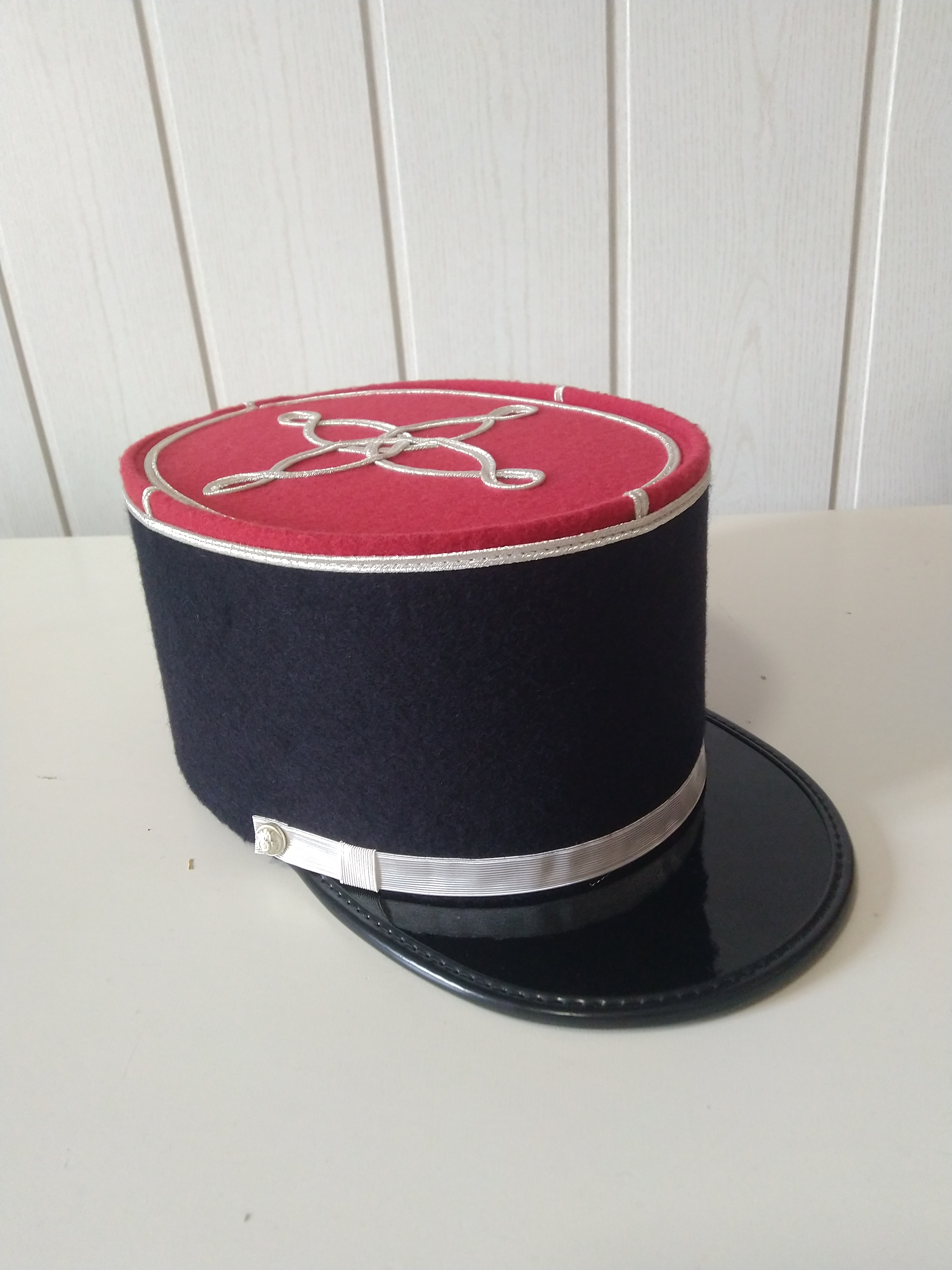
Képi de commissaire des armées.

### Grèce
L’armée grecque porte d’abord un képi bleu sombre (vert pour la cavalerie) puis kaki à partir de 1910. Le képi fait encore partie du grand uniforme des académies militaires d’élèves officiers.

### Inde

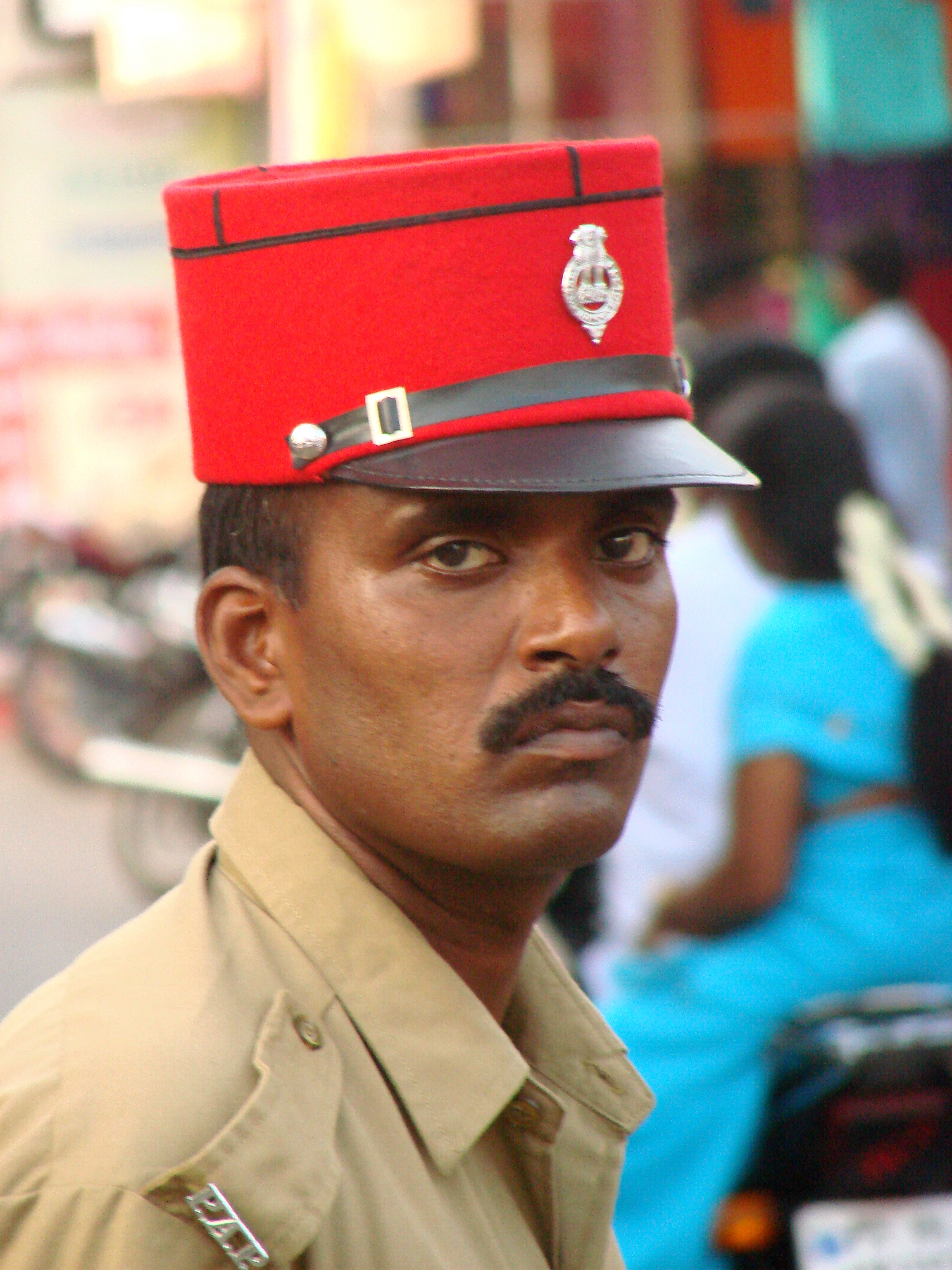
Policier à Pondichéry (Inde).

Sous le gouvernement colonial français, les territoires indiens de Pondichéry, Yanam, Karaikal et Mahé adoptent le képi pour l’uniforme de leurs forces de sécurité intérieure : rouge vif pour la police et bleu pour la gendarmerie. La coiffe est conservée à l’indépendance de l’Inde.

### Iran

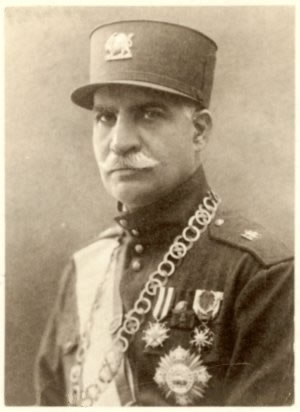
Reza Shah portant le képi.

En Iran, ce type de coiffe est connu sous le nom de « chapeau Pahlavi » (kolah pahlavi, کلاه پهلوی), du nom de l’empereur Reza Chah Pahlavi. De couleur grise, il n’est porté que durant une brève période, de 1927 aux années 1930.

### Irlande du nord
Les services de police d’Irlande du Nord ont adopté une forme de képi pour leur personnel féminin.

### Lettonie
Les membres d’état-major et les musiciens des forces armées lettones portent, avec leur tenue de cérémonie, des coiffes sur le modèle du képi belge de 1900.

### Luxembourg
Jusqu’à 1945, l’armée luxembourgeoise porte un képi dont l’arrière est légèrement plus haut. Il est remplacé par la casquette à visière britannique lors de la Seconde Guerre mondiale.
Ces képis, de couleur bleu, sont toujours portés par la police grand-ducale, héritière de la gendarmerie grand-ducale depuis 2000.

### Norvège
Les forces armées norvégiennes utilisent le képi jusqu’à la Seconde Guerre mondiale, seuls les élèves-officiers le conservent aujourd’hui dans leur grand uniforme.

### Paraguay
Au Paraguay, le régiment de la garde présidentielle est équipé d’uniformes inspirés de la guerre de la Triple-alliance et comportant un képi.

### Pérou
Au Pérou, les forces armées et la police portent le képi durant le XIXe siècle jusqu’au début du XXe. Il est encore en usage dans le Fanning Marine Company, compagnie « inspecteur Mariano Santos » des gardes de la police nationale et le 2e bataillon d’infanterie « Zepita ».

### Suède
En Suède, le képi a été porté avec de nombreux uniformes dont les plus courants sont le M1923 comportant un képi gris et les M1886/M1895 au képi bleu sombre, encore en usage chez les sauveteurs.

### Suisse
Dans l’armée suisse, le képi était autrefois utilisé par tous les sous-officiers et officiers supérieurs, mais depuis 1991, il n’est porté que par les officiers d’état-major supérieurs en tenue de sortie.

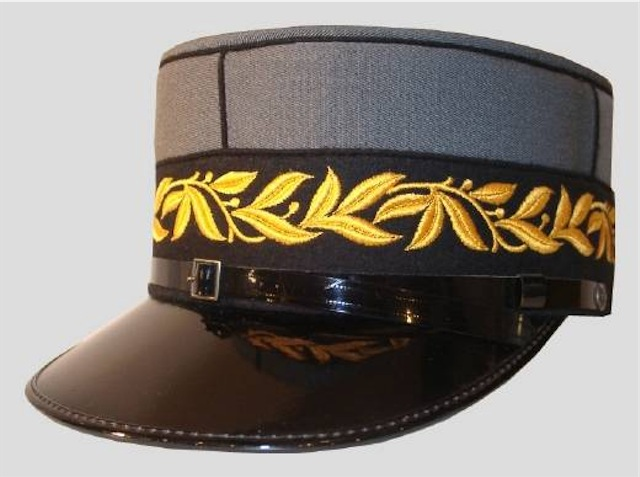
Brigadier général.
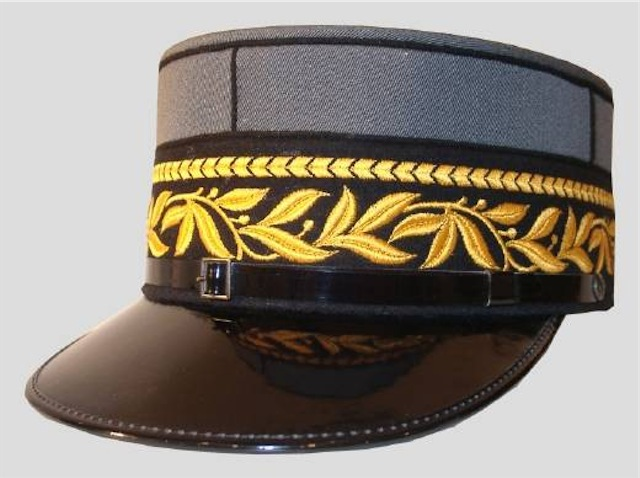
Major général.
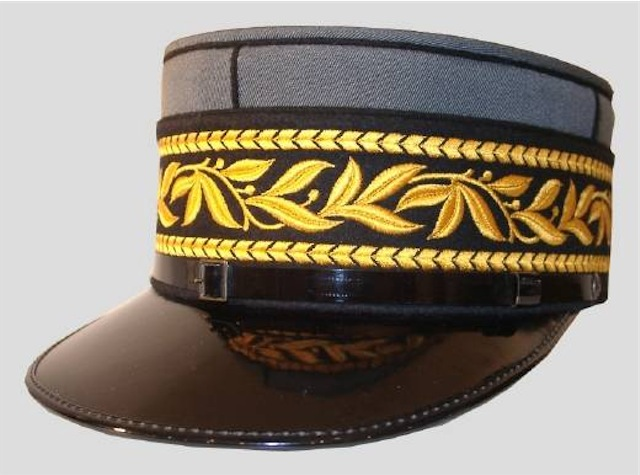
Lieutenant général.
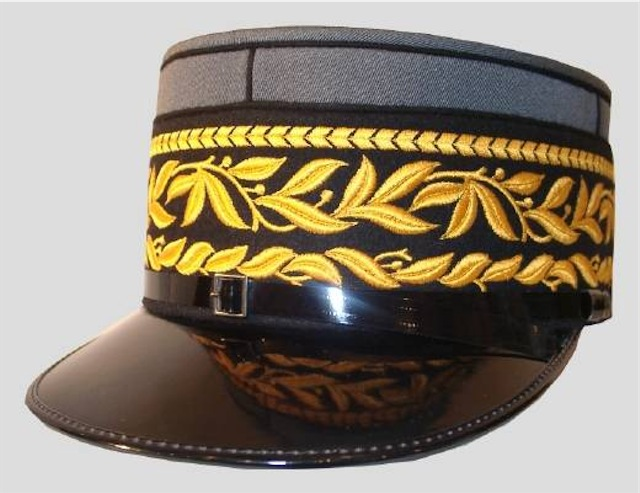
Général.

Brigadier 1 étoile / non brigadier général
Divisionnaire 2 étoiles / non Major général
Commandant de corps 3 étoiles / non Lieutenant général 
Général 4 étoiles

### Thaïlande
Le képi a été utilisé dans l’uniforme d’étude et de détente des cadets de l’Académie royale thaïlandaise des cadets de police.

## Usage civil par pays

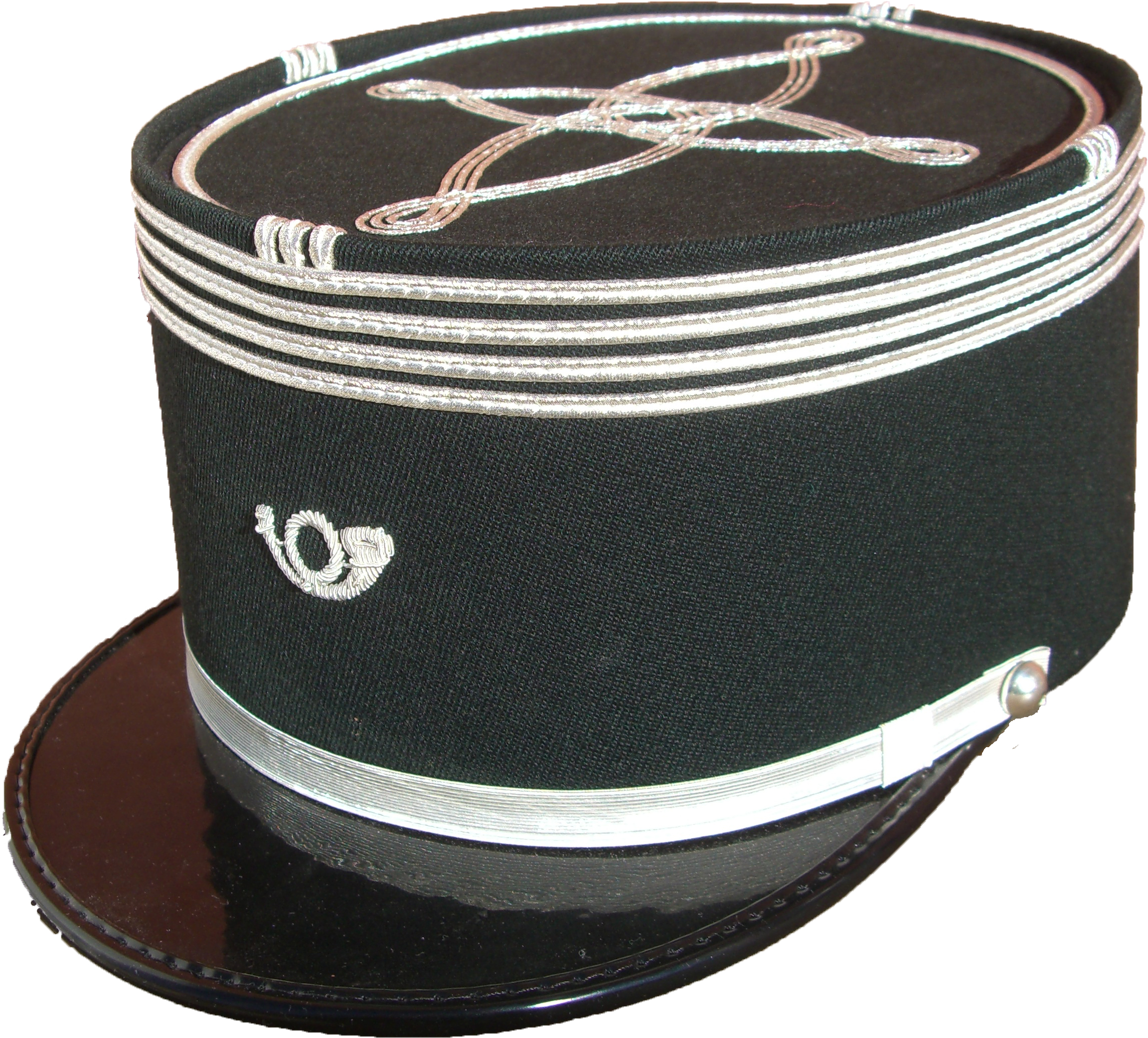
Képi à galonnage de commandant de l'Office national des forêts.

### France

#### Corps de métier
Les képis sont également portés par plusieurs autres professions non militaires :
- sapeurs-pompiers ;
- douanes françaises : bandeau bleu foncé, turban rouge, calot bleu foncé, passementerie argent. Une grenade à sept flammes incluse dans un cor de chasse sur le devant du bandeau ;
- forestiers de l'Office national des forêts et de l'État Français : il est un héritage du Corps des chasseurs forestiers militaires avec bandeau, turban et calot vert foncé dit « vert finance », cor de chasse en canetille argentée pour les officiers et sous-officiers, indépendamment de la couleur des galons et passements or ou argent selon les grades[20].
- gardes des divers offices environnementaux de l'État français[21] : il est aussi un héritage du Corps militaire des chasseurs forestiers avec bandeau, turban et calot gris, couleur des galons et passements argentée.
- gardes champêtres : la tenue n'est pas uniforme, la casquette comme le képi peuvent être en dotation. Toutefois, le képi est la coiffe la plus présente dans ce corps : noir, bleu marine, bleu foncé ou/et vert forestier.
- lieutenant de louveterie : bandeau, turban et calots bleu roi. Passementerie noire. Bande d'arme d'élite[22].

#### Régression de l'usage
Depuis quelques dizaines d'années, l'usage du képi est en régression.
Dès la fin des années 1940, les surveillants pénitentiaires et les préfets abandonnent le port du képi.
La police nationale abandonne le port du képi en 1984 au profit d'une casquette plate. Il a toutefois continué à être utilisé en grande tenue jusqu'en 1991 par les gardiens de la paix et les officiers, et jusqu'en 1995 par les commissaires et les inspecteurs divisionnaires chefs de circonscription. À l'époque, Jacques Rouland avait regretté l'abandon du képi dans la police, au motif que cet abandon portait atteinte à l'image de la France et de Paris.
Dans la Gendarmerie nationale, le képi a progressivement perdu ses usages, depuis la généralisation du port de la « tenue d'intervention » comportant une casquette-képi souple en 2006, jusqu'à son abandon au profit du bonnet de police en 2017. Son usage est actuellement réservé à la tenue de ville, aux cérémonies ou aux services d'honneur pour les officiers, les sous-officiers et les militaires du rang. Seuls les officiers de gendarmerie peuvent encore porter le képi en tenue de service courant.
Dans les douanes (depuis le début des années 1990), chez les forestiers de l'Office national des forêts, chez le personnel de l'Office national de la chasse et de la faune sauvage, de l'Office national de l'eau et des milieux aquatiques et chez les agents des parcs nationaux, une casquette souple de type « baseball » remplace le képi pour la tenue de service courant.
Dans les polices municipales en France, chaque collectivité habillait ses agents comme elle le souhaitait : certaines portaient le képi mais la casquette était de loin la plus répandue. Le képi est abandonné à la suite de la réglementation sur l'uniforme de 2002.

### Autres pays
Le képi a beaucoup été utilisé dans les uniformes des personnels de compagnies de transport ferroviaire et routier, notamment aux États-Unis. À Brisbane (Australie), les conducteurs portaient un képi blanc à visière noire jusqu’en 1961 tandis que celui des inspecteurs de bus était bleu. En 1995, le képi des inspecteurs a été remplacé mais peut toujours être porté dans les réceptions officielles. Les conducteurs de la Société nationale des chemins de fer belges portent un képi avec leur uniforme de service.
Les fraternités étudiantes de certains pays (Allemagne, Autriche, Suisse, Belgique) utilisent un couvre-chef rond sans visière ressemblant à un képi et souvent coloré.
Aux États-Unis, la force de sécurité de l’organisation Nation of Islam, le Fruit of Islam, porte également un képi bleu sombre.